# 大不里士拖拉机足球俱乐部
大不里士拖拉机足球俱乐部（波斯語：باشگاه تراکتور），伊朗西北部东阿塞拜疆省大不里士市的一个足球俱乐部。该队目前为伊朗拖拉机制造公司所有，球队标志亦有拖拉机图案。